# Sympiesis mishi
Sympiesis mishi är en stekelart som beskrevs av Yefremova och Shroll 1997. Sympiesis mishi ingår i släktet Sympiesis och familjen finglanssteklar. Inga underarter finns listade i Catalogue of Life.